# 泉都街道
泉都街道，是中华人民共和国贵州省铜仁市石阡县下辖的一个街道办事处。
2016年1月14日，贵州省人民政府批复同意石阡县部分乡镇行政区划调整，撤销汤山镇建制，新设置的泉都街道辖原汤山镇大关社区、临江社区、文笔社区、雷屯村、新场村、荆坪村、来潮村、鲜花村、银丰村、亚兴村、高楼村、高寨村、挂榜山村、龙凤村，街道办事处驻大关社区。

## 行政区划
泉都街道下辖以下地区：
临江社区、大关社区、文笔社区、银丰村、亚兴村、新场村、雷屯村、荆坪村、鲜花村、来潮村、高楼村、高寨村、挂榜山村和龙凤村。